# André Gedalge
André Gedalge, né à Paris le 27 décembre 1856 et mort le 5 février 1926 à Chessy, est un compositeur et pédagogue français.

## Biographie
André est le fils d'Élias Émile Gedalge (9 avril 1822 - 28 avril 1906), né à Breslau, et de Clara Mayer Alexandre (1831-1905), originaire de Remiremont. Son oncle est Jonas-Elias (Jonas-Jacques à l'état civil) Gedalge, né le 24 mai 1813 à Grodzisk Wielkopolski (Grätz). Les deux frères Gedalge avaient été naturalisés français par décret en 1849. Jonas-Jacques était chantre à la synagogue de Breslau.
André Gedalge a été l'un des plus remarquables musiciens de sa génération. Il commença par travailler dans la maison d'édition familiale, installée au 75 rue des Saints-Pères à Paris, et qui fut dirigée par son père. La librairie Gedalge était spécialisée dans les livres de prix (pour les écoles laïques). Elles publieront notamment Marie Laubot et Edmond About. Cette maison fut aryanisée par Vichy en 1941, puis récupérée par le fils d'André, Camille Gedalge (1902-1951).
Ce n'est qu'en 1884, à l'âge de 28 ans, qu'André entra au Conservatoire de Paris, dans la classe d'Ernest Guiraud, répétiteur de Jules Massenet ; il y devint professeur de contrepoint et de fugue en 1905. En 1886, il a remporté le Second Prix de Rome avec sa cantate La Vision de Saül.
En juillet 1887, il épouse Amélie-Alexandrine d'Obigny de Ferrière.
Entre 1912 et 1914, il est maire de Chessy, où il possède une maison-atelier.

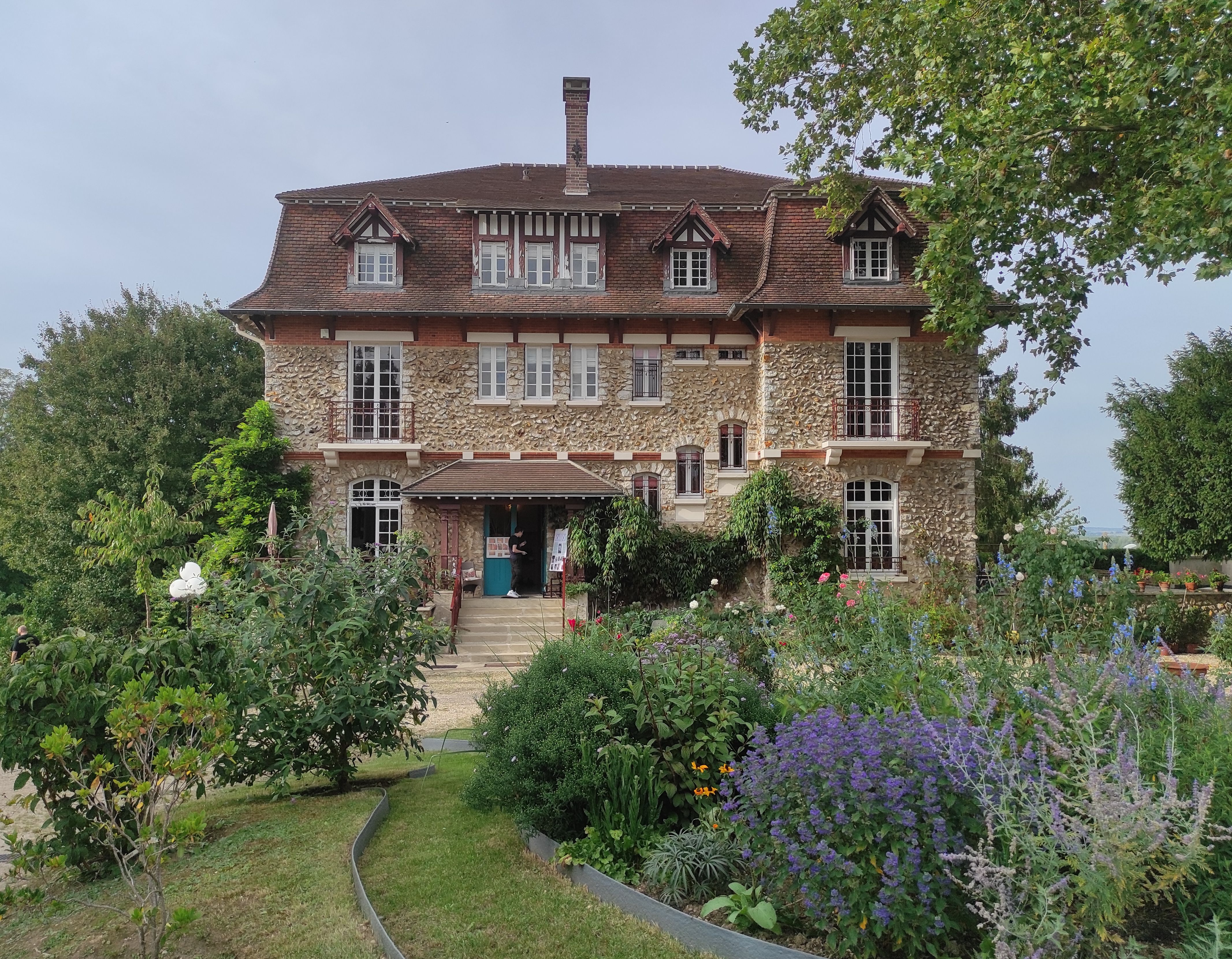
Maison du compositeur André Gedalge et d'Amélie d'Obigny de Ferrière à Chessy

## Principales œuvres
- 1881 : Petit Savoyard, partition de Gedalge, pantomime en 4 actes, créé aux Nouveautés ;
- 1895 : Pris au Piège, prix Cressant ;
- 1899 : Concerto pour piano et orchestre ;
- 1900 : Phœbé, ballet en un acte créé à l'Opéra-Comique.

### Autres
- Volapük-Revue (1886)[3]
- Quatuor à cordes (1892) - édition réalisée par Adrien Tsilogiannis
- 3e Symphonie en fa majeur ;
- les Vaux de Vire : recueil de mélodies ;
- Chansons enfantines.

## Le professeur
Il a formé des élèves illustres tels que : André Bloch, Nadia Boulanger, Raymond Charpentier, Claude Delvincourt, Jean Roger-Ducasse, Georges Enesco, Fernand Halphen, Henri Hirschmann, Arthur Honegger, Jacques Ibert, Charles Koechlin, Paul Ladmirault, Raoul Laparra, Darius Milhaud, Max d'Ollone, Henri Rabaud, Maurice Ravel, Florent Schmitt, Pierre Capdevielle, Lazare Levy, Jean Wiener, Roger Pénau, Marc Berthomieu.
Il a également écrit des ouvrages pédagogiques : un livre sur l'Enseignement de la Musique par l'éducation de l'oreille (1922) (Ed. Gedalge) et un Traité de la fugue (1904) (Ed. Enoch).
Il a été initié au Grand orient de France, et a composé l'hymne de l'obédience maçonnique Droit humain, dont sa femme Amélie Gedalge a écrit par ailleurs les paroles.
Sa grande modestie l'a sans doute écarté des endroits où se font les réputations mais il a bénéficié grandement de la reconnaissance de ses élèves. Au lendemain de sa mort, on a pu écrire : « il donnait à ses élèves le meilleur de lui-même : le savoir, la connaissance des hommes et ce don suprême qu'est la bonté. Il suffisait qu'un être fût pauvre et digne du nom de musicien pour qu'il trouvât conseils, leçons et affectueux accueil non seulement à sa classe, mais dans l'intimité de son logis ».

## Discographie
André Gedalge - Pièces instrumentales et mélodies, par Geneviève Laurenceau, violon - Mario Hacquard, baryton - Lorène de Ratuld et Claude Collet, piano - Benny Sluchin, trombone - Antoine Curé, trompette. CD Polymnie-Abeille distribution (2007) 5 Diapasons.
André Gedalge - Première Sonate, par Jean-Jacques Kantorow, violon et Alexandre Kantorow, piano. Sonates françaises, CD NoMadMusic (2014).

## Source
- Jules Combarieu et René Dumesnil, Histoire de la Musique, tome IV, Ed. A. Collin.